# 亚当·霍尔 (高山滑雪运动员)
亚当·霍尔（英語：Adam Hall，1987年10月9日—），新西兰男子高山滑雪运动员。他曾代表新西兰参加2006年、2010年、2014年、2018年和2022年冬季残疾人奥林匹克运动会高山滑雪比赛，获得二枚金牌和三枚铜牌。